# História do Calendário (livro)
História do Calendário é um livro escrito pelo prof. Hernâni Donato, da Academia Paulista de Letras, cuja primeira edição foi publicada em 1976.

## Sinopse
A rigor, não há um só momento em que o Homem não se tenha preocupado com as limitações que o Tempo lhe impõe e, por conta disso, ele passou toda a sua história criando sistemas, construindo aparelhos, conferindo dados, apelando para os astros, no esforço de conhecê-lo, medí-lo e, se possível, controlá-lo.
Essa obra do prof. Donato pretende ser um esboço da História dessa tentativa jamais concluída, nunca plenamente safisfatória e, por isso, sempre renovada, como o prova a necessidade de retirar 1 segundo do dia 31 de dezembro de 1977, para corrigir - dentro da escala TUC (Tempo Universal Coordenado) - o atraso consequente à verificação de que o planeta vem girando mais devagar em torno de seu eixo.
Como é dito na apresentação da obra, "enquanto houver homem e houver tempo, haverá luta entre eles"